# Dirk Clarysse
Dirk Clarysse, né le 1er février 1964 à Roulers,, est un coureur cycliste belge.

## Biographie
Professionnel durant les années 1980, Dirk Clarysse a notamment remporté une édition de Bruxelles-Ingooigem et diverses courses régionales en Belgique. Il a également terminé troisième d'une étape du Tour de Luxembourg en 1986. 

## Palmarès et résultats

### Palmarès par année
- 1985
  - Izegem Koers
  - 2e du Tour de Flandre-Occidentale
  - 2e du Circuit du Houtland
- 1986
  - Grote Prijs Gemeente Kortemark
  - Izegem Koers
  - 2e du Circuit du Pays de Waes
- 1987
  - Bruxelles-Ingooigem
  - 2e du Grand Prix Jef Scherens
- 1989
  - Grote Prijs Gemeente Kortemark
- 2006
  - 2e du Circuit du Westhoek
  - 2e de la Gullegem Koerse
  - 3e du championnat de Flandre-Occidentale
- 2007
  - 2e de Gand-Staden

### Résultats sur les grands tours

#### Tour d'Italie
1 participation
- 1988 : abandon (19e étape)